# Philippine Engelhard
Pour les articles homonymes, voir Engelhard.
 (avril 2021).
Si vous disposez d'ouvrages ou d'articles de référence ou si vous connaissez des sites web de qualité traitant du thème abordé ici, merci de compléter l'article en donnant les références utiles à sa vérifiabilité et en les liant à la section « Notes et références ».
Magdalene Philippine Engelhard, née Gatterer (née le 21 octobre 1756 à Nuremberg; décédée le 28 septembre 1831 à Blankenburg im Harz) est une poétesse allemande.

## Publications
- Göttinger Musenalmanach auf das Jahr 1781. publié par Gottfried Bürger. Göttingen 1781, 115 pp.
- Aus der Brieftasche eines Frauenzimmers. in: Magazin für Frauenzimmer. Neuntes Stück. Herbstmonat, Strasbourg 1782, p. 724–734.
- Gedichte. Zwote Sammlung. avec 4 gravures, Göttingen 1782.
- Neujahrs-Geschenk für liebe Kinder. Cassel 1787.
- Neue Gedichte. Nuremberg 1821.
- Pierre-Jean de Béranger: Lieder. traduit du français par Philippine Engelhard née Gatterer. Cassel 1830.
- Erich Ebstein (édit.): Gottfried August Bürger und Philippine Gatterer : ein Briefwechsel aus Göttingens empfindsamer Zeit. (Correspondance entre Gottfried August Bürger et Philippine Gatterer)  Dieterich, Leipzig 1921